# Hardnoise
Hardnoise ist ein Britcore-Act, der um 1990 herum für Aufsehen sorgte. Er existierte nur eine kurze Zeit. Eines seiner Mitglieder, DJ Nyce „D“, starb zu jener Zeit im Alter von zwanzig Jahren. Die Brüder DJ Son und DJ Mada gründeten später mit dem MC Q-Roc die Band Son of Noise. Deren Stil war aber nicht mehr dem des Britcore verpflichtet. Der MC Gemini hingegen gründete später mit anderen den Britcore-Act Bushkiller, der jedoch wenig Erfolg hatte. Was der MC TLP1 seitdem gemacht hat, ist nicht bekannt.

## Bandmitglieder
- TLP1 (Rap)
- Gemini (Rap)
- DJ Son (Scratching)
- DJ Mada (Scratching)
- DJ A.Jay
- DJ Nyce 'D'

## Wichtige Veröffentlichungen
- Untitled (12", Music of Life 1990)
- Serve Tea, Then Murder / Mice in the Presence of the Lion (12", Music of Life 1991)